# Rhizomnium
Genre
Rhizomnium est un genre de Bryophytes (mousses), éventuellement aquatiques, de la famille des Mniaceae.

## Liste d'espèces
Selon The Plant List (21 mai 2020) :
- Rhizomnium andrewsianum (Steere) T.J. Kop.
- Rhizomnium appalachianum T.J. Kop.
- Rhizomnium glabrescens (Kindb.) T.J. Kop.
- Rhizomnium gracile T.J. Kop.
- Rhizomnium hattorii T.J. Kop.
- Rhizomnium horikawae (Nog.) T.J. Kop.
- Rhizomnium magnifolium (Horik.) T.J. Kop.
- Rhizomnium minutulum (Besch.) T.J. Kop.
- Rhizomnium nudum (E. Britton & R.S. Williams) T.J. Kop.
- Rhizomnium parvulum (Mitt.) T.J. Kop.
- Rhizomnium pseudopunctatum (Bruch & Schimp.) T.J. Kop.
- Rhizomnium punctatum (Hedw.) T.J. Kop.
- Rhizomnium striatulum (Mitt.) T.J. Kop.
- Rhizomnium tuomikoskii T.J. Kop.

Selon Tropicos (21 mai 2020) (Attention liste brute contenant possiblement des synonymes) :
- Rhizomnium andrewsianum (Steere) T.J. Kop.
- Rhizomnium appalachianum T.J. Kop.
- Rhizomnium chlorophyllosum (Kindb.) T.J. Kop.
- Rhizomnium dentatum Heinrichs, Hedenäs, Schäf.-Verw., K. Feldberg & A.R. Schmidt
- Rhizomnium glabrescens (Kindb.) T.J. Kop.
- Rhizomnium gracile T.J. Kop.
- Rhizomnium hattorii T.J. Kop.
- Rhizomnium horikawae (Nog.) T.J. Kop.
- Rhizomnium magnifolium (Horik.) T.J. Kop.
- Rhizomnium minutulum (Besch.) T.J. Kop.
- Rhizomnium nudum (R.S. Williams) T.J. Kop.
- Rhizomnium parvulum (Mitt.) T.J. Kop.
- Rhizomnium perssonii T.J. Kop.
- Rhizomnium pseudopunctatum (Bruch & Schimp.) T.J. Kop.
- Rhizomnium punctatum (Hedw.) T.J. Kop.
- Rhizomnium striatulum (Mitt.) T.J. Kop.
- Rhizomnium tuomikoskii T.J. Kop.